# Vicente (Schiff)
Die Vicente war ein kapverdisches RoRo-Fracht- und Fahrgastschiff, das am 8. Januar 2015 während eines Schlechtwetters sank. Dabei kamen mindestens zwölf Passagiere und Besatzungsmitglieder zu Tode.

## Geschichte

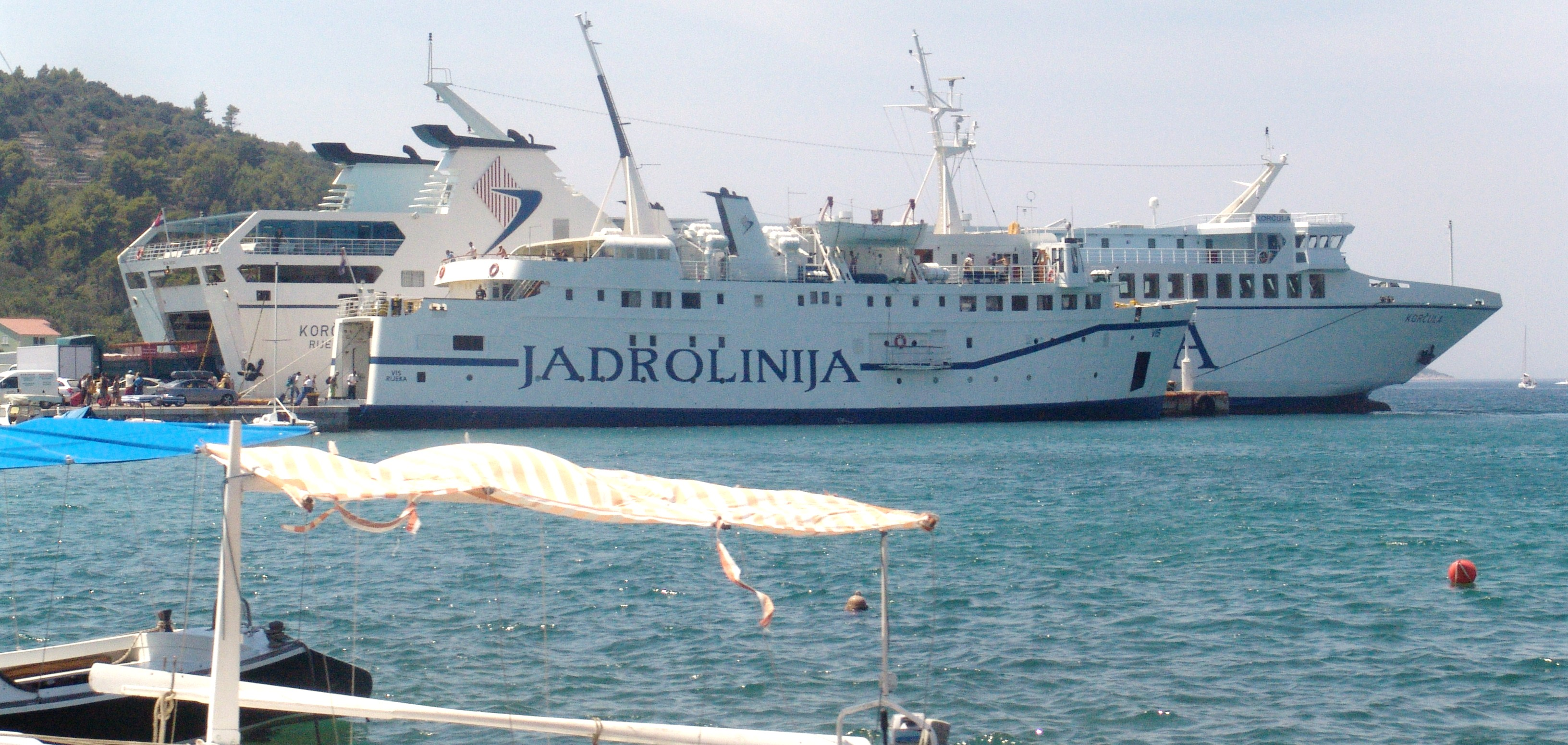
Heckansicht der Vis

Das Schiff wurde 1965 von der Flensburger Schiffbau-Gesellschaft in Flensburg für die dänische Reederei Nordisk Færgefart in Faaborg gebaut. Am 12. April 1965 lief das Schiff mit der Baunummer 608 unter dem Namen Sydfyn vom Stapel. Am 31. August desselben Jahres wurde es an seine Auftraggeber übergeben und bald darauf auf der Route zwischen Gelting und Faaborg in Fahrt gesetzt. Nachdem das Schiff im Jahr 1967 vorübergehend an die Reederei OP-Linien verchartert worden war, die es auf der Linie Kastrup nach Malmö einsetzte, diente die Sydfyn wieder auf der Linie Gelting–Faaborg, wo es im Jahr 1976 wegen des steigenden Passagieraufkommens durch das größere Schiff Gelting ersetzt wurde.
Am 11. April 1976 übernahm die jugoslawische Reederei Jadranska Linijska Plovidba (Jadrolinija) in Rijeka das Schiff. Unter dem neuen Namen Vis befuhr die Fähre die Route Split-Hvar-Vis. nach einer Eignerübertragung auf die Gesellschaft Javno Poduzere (Jadrolinija) in Rijeka im Jahr 1991 diente das Schiff zunächst weiter auf der angestammten Linie, ab Sommer 2000 dann zwischen  Split, Hvar und Vela Luka und ab August 2004 zwischen Dubrovnik und Sobra. Im März 2011 erwarb die Reederei Tuninha Transporte Maritimo aus Mindelo auf den Kap Verden das Schiff und taufte es in Vicente um. Das neue Fahrtgebiet war die Route Mindelo nach Porto Nova.
Am 8. Januar 2015 befand sich die Fähre mit 22 Fahrgästen, vier Besatzungsmitgliedern sowie Fahrzeugen und Containern an Bord auf einer Reise von Prai auf der kapverdischen Hauptinsel Santiago zum Hafen São Filipe auf der Insel Fogo, vor der das Schiff in ein Schlechtwettergebiet geriet. Rund drei Seemeilen vor der Insel sank die Vicente. 14 Personen wurden geborgen, zwölf Personen starben oder blieben später vermisst.